# Thay khớp háng

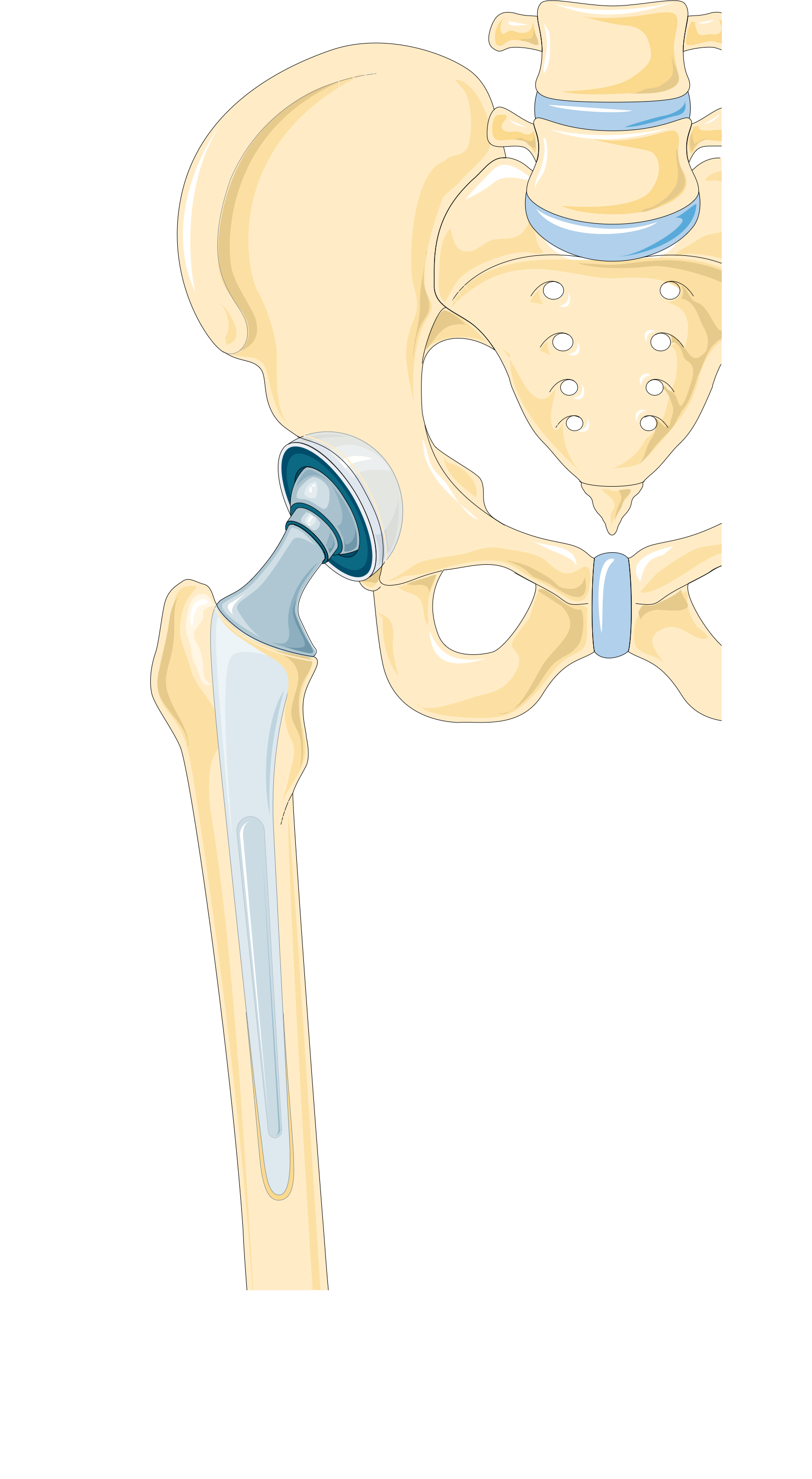
Hình ảnh minh hoạ về khớp hông đã được thay thế toàn phần

Thay khớp háng / thay khớp hông là một thủ tục phẫu thuật trong đó khớp hông được thay thế bằng khớp giả được cấy ghép. Phẫu thuật thay khớp háng có thể được thực hiện dưới dạng thay khớp háng toàn phần (total hip arthroplasty - THP) hoặc thay khớp háng bán phần (hemiarthroplasty). Phẫu thuật chỉnh hình khớp thay thế như vậy thường được tiến hành để giảm đau viêm khớp hoặc trong một số gãy xương hông. Thay khớp háng toàn phần bao gồm thay thế cả ổ cối và đầu xương đùi trong khi phẫu thuật thay khớp háng bán phần thường chỉ thay thế đầu xương đùi. Thay khớp háng hiện là một trong những phẫu thuật chỉnh hình phổ biến nhất, mặc dù sự hài lòng của bệnh nhân trong ngắn hạn và dài hạn rất khác nhau. Khoảng 58% tổng số thay thế hông được ước tính kéo dài 25 năm. Chi phí trung bình của một lần thay khớp háng vào năm 2012 là 40.364 đô la tại Mỹ và khoảng 7.700 đến 12.000 đô la ở hầu hết các nước châu Âu.

## Sử dụng trong y tế
Thay khớp háng toàn phần thường được sử dụng để điều trị suy khớp do viêm xương khớp. Các chỉ định khác bao gồm viêm khớp dạng thấp, hoại tử vô mạch, viêm khớp do chấn thương, protrusio acetabuli, gãy xương hông nhất định, u xương lành tính và ác tính, viêm khớp liên quan đến bệnh xương Paget, viêm cột sống dính khớp và viêm khớp dạng thấp. Mục đích của thủ tục là giảm đau và cải thiện chức năng hông. Thay khớp háng thường chỉ được xem xét sau khi các liệu pháp khác, như vật lý trị liệu và thuốc giảm đau đã thất bại.